# Ингерсолл, Роберт Грин
Роберт Грин Ингерсолл (англ. Robert Green Ingersoll; 11 августа 1833, штат Нью-Йорк — 21 июля 1899, штат Нью-Йорк) — американский военный, юрист, публицист и оратор. Известен выступлениями в защиту агностицизма, о литературе, о самоубийствах. Участвовал в Гражданской войне на стороне Севера, достиг чина полковника. В 1867—1869 годах — генеральный прокурор Иллинойса; республиканец. Похоронен на Арлингтонском национальном кладбище.